# VAX

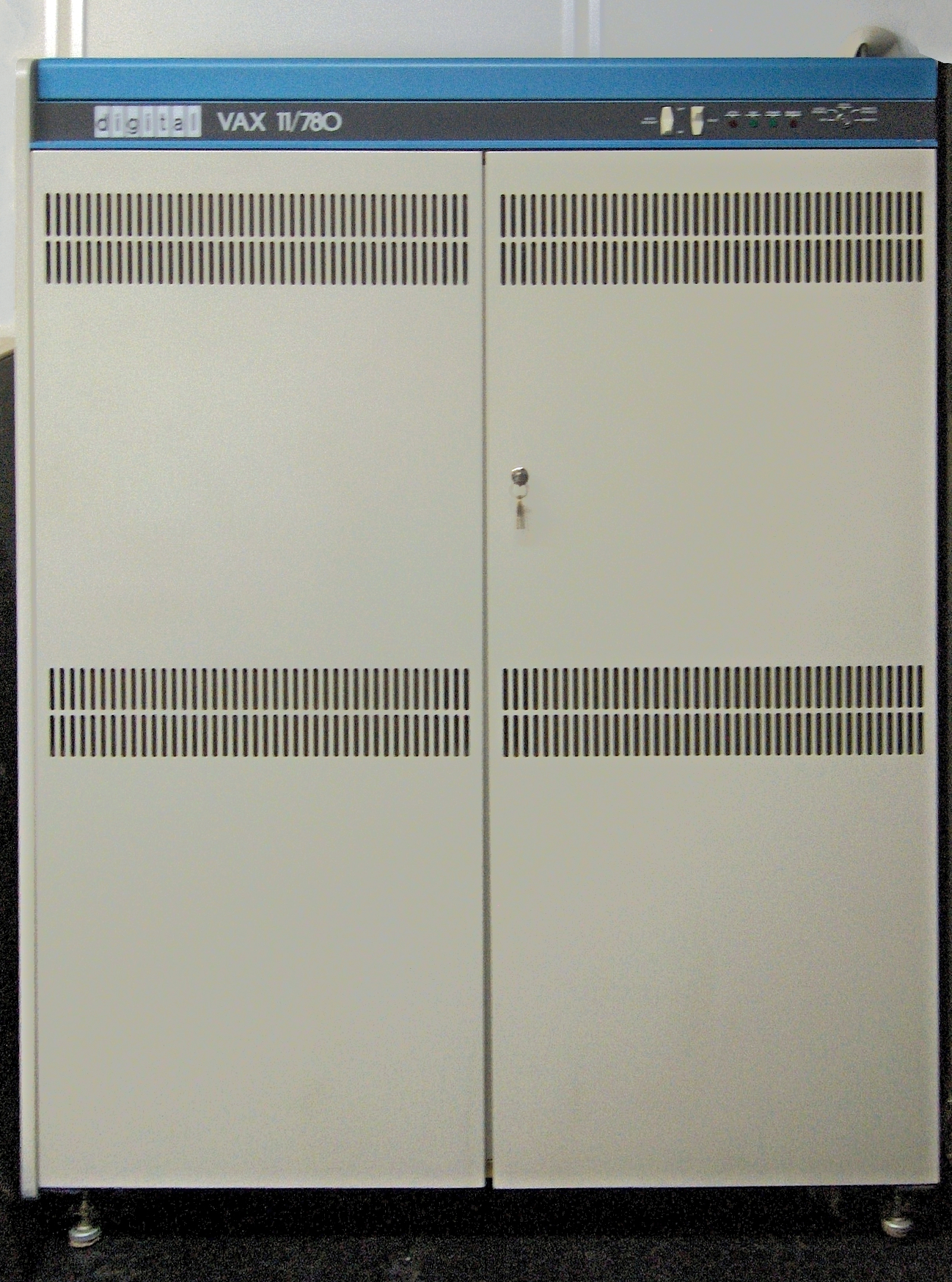
VAX 11/780

VAX（Virtual Address eXtension）是一種可以支持機器語言和虛擬地址的32位小型計算機。VAX最初由迪吉多電腦公司（DEC）在二十世紀七十年代初發明。

## 命名
VAX是Virtual Address eXtension的簡稱。主要因其為16位的PDP-11擴展版本，及較早應用虛擬内存管理地址空間而命名。早期的VAX處理器同時可以兼容PDP-11的指令。甚至事實上有時會被叫做VAX-11，以彰顯其與PDP-11的淵源和兼容性。之後的版本去掉了同PDP-11的兼容模式。

## 作業系統
VAX推出時，配備系統是DEC的VAX/VMS，後來許多UNIX版本也支援VAX。

## 歷史
第一款商業型VAX計算機VAX-11/780于1977年10月25日在迪吉多電腦周年股東大會面世。之後很多不同款式、價格、性能及運算能力的版本相繼推出。VAX超級小型機曾經在二十世紀八十年代初風靡一時。

## 型號
年代順序所排列的VAX系列的不同型號
VAX 11/780Star, 1977年10月
VAX 11/750Comet, 1980年10月
VAX 11/751
VAX 11/730Nebula, 1982年2月
VAX 11/782Atlas, 11/780的雙核版本
VAX 11/784VAXimus，四個11/780處理器共享一個MA780存儲單元，是很少見的版本
VAX 11/785Superstar, 1984年4月。比11/780快
VAX 11/78711/785雙核版本
VAX 11/788VISQ
VAX 11/725LCN, Nebula經濟版